# Vendresse
Vendresse är en kommun i departementet Ardennes i regionen Grand Est (tidigare regionen Champagne-Ardenne) i nordöstra Frankrike. Kommunen ligger  i kantonen Omont som ligger i arrondissementet Charleville-Mézières. År 2022 hade Vendresse 479 invånare.

## Befolkningsutveckling
Antalet invånare i kommunen Vendresse
Referens: INSEE

## Galleri

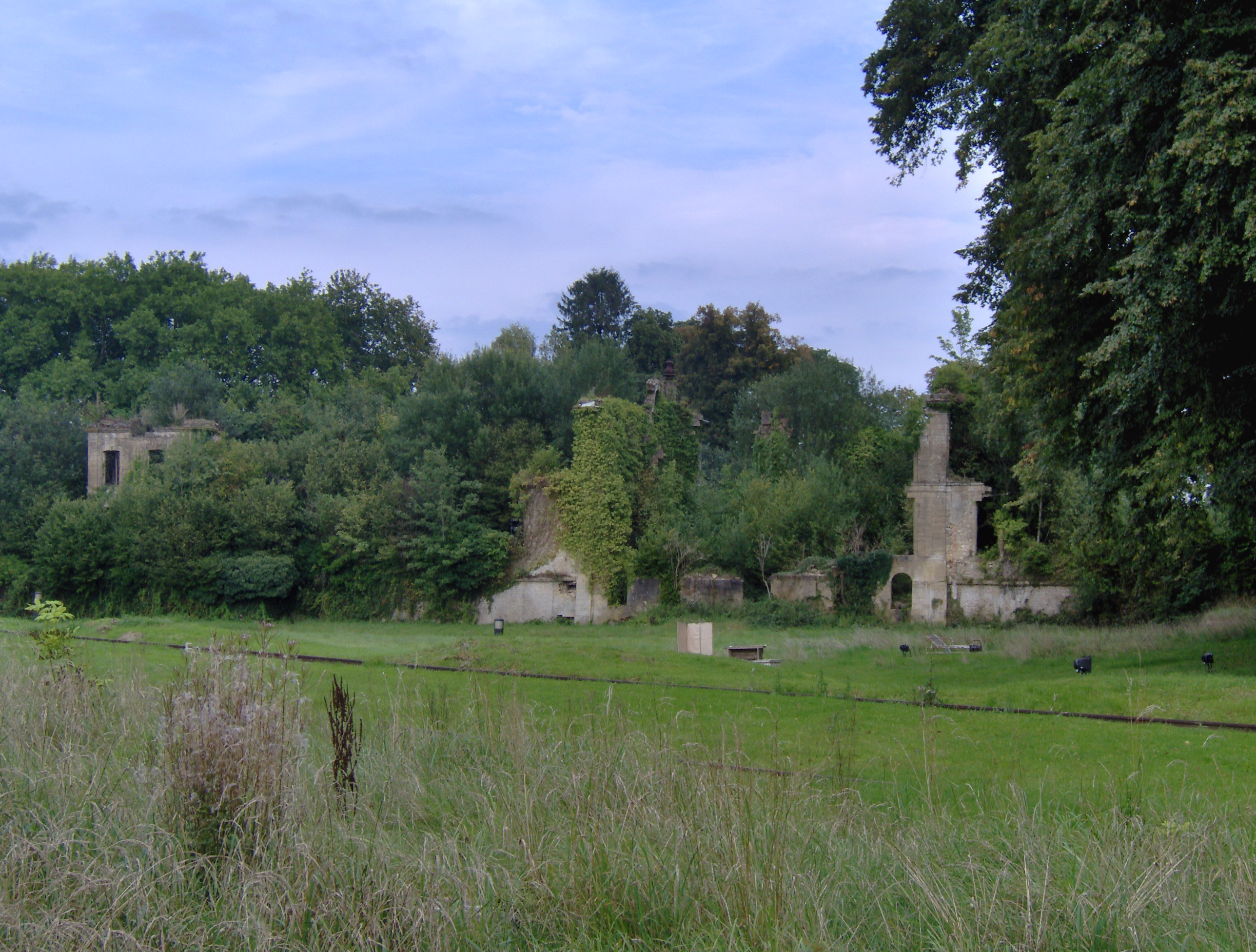